# Morgan Göransson
Morgan Erik Vilhelm Göransson (Östersund, 24 novembre 1972) è un ex fondista svedese.

## Biografia
In Coppa del Mondo ottenne il primo risultato di rilievo il 15 gennaio 1994 a Oslo (59°) e il primo podio il 18 dicembre 1994 a Sappada (3°).
In carriera prese parte a un'edizione dei Giochi olimpici invernali, Salt Lake City 2002 (27° nella 15 km, non conclude la 30 km, 13° nella staffetta), e a una dei Campionati mondiali, Lahti 2001 (23° nell'inseguimento).

## Palmarès

### Coppa del Mondo
- Miglior piazzamento in classifica generale: 32º nel 1995
- 3 podi (tutti a squadre[1]):
  - 1 secondo posto
  - 2 terzi posti